# Grupo Hospitalar Conceição
O Grupo Hospitalar Conceição (GHC), também conhecido apenas como Hospital Conceição, ou ainda pelo nome de sua matriz, a empresa pública Hospital Nossa Senhora da Conceição S.A., é um conjunto de hospitais públicos federais, vinculados ao Ministério da Saúde. Essa estrutura forma a maior rede pública de hospitais do Sul do país, com atendimento 100% SUS. Atualmente, o grupo oferta 1.510 leitos e é responsável pela internação de 55,9 mil gaúchos por ano.

## Organização
O GHC é formado por quatro hospitais distintos: o próprio Hospital Conceição, O Hospital Criança Conceição, O Hospital Cristo Redentor e o Hospital Fêmina, pela Unidade de Pronto-Atendimento "Moacyr Scliar", por 12 postos de saúde do Serviço de Saúde Comunitária, e três Centros de Atenção Psicossocial (CAPS) e mais a Escola GHC.

## Hospital Conceição
Maior unidade do GHC, com 784 leitos, o Hospital Conceição oferece todas as especialidades de um hospital geral em seu ambulatório, na emergência e na internação. Mantém a emergência médica com as portas abertas 24 horas, atendendo cerca de 25 mil pacientes por ano, sendo a maioria deles de Porto Alegre e da Região Metropolitana. Com o objetivo de qualificar ainda mais suas instalações, o hospital investiu pelo menos R$ 15 milhões para ampliar a sua UTI adulto (tipo 3) de 40 para 59 leitos, tornando-a uma das maiores do SUS no Brasil. Um dos principais diferenciais é a internação de pacientes em boxes individualizados. Com equipamentos de ponta, uma central de monitoramento pode acompanhar pacientes até mesmo à distância.

## Hospital Criança Conceição
Voltado ao atendimento pediátrico, Hospital Criança Conceição (HCC) é o único hospital geral pediátrico do Rio Grande do Sul, atualmente com 204 leitos. A unidade é responsável pela maioria das internações hospitalares do Estado na faixa de 0 a 13 anos. Funciona em um prédio anexo ao Hospital Conceição, prestando assistência ambulatorial e de emergência, além da internação. Desde 2008, o hospital faz parte do Programa de Atenção Domiciliar Infantil (Padi), com duas equipes que fazem entre 25 e 30 internações domiciliares por mês

## Hospital Cristo Redentor
Unidade do grupo destinada à assistência ao trauma agudo, possui 237 leitos para atender às especialidades de traumato-ortopedia, neurocirurgia, cirurgia plástica reparadora, cirurgia vascular e bucomaxilofacial. Possui ainda atendimento especializado em trauma pediátrico e uma Unidade de Tratamento Intensivo de nível III, com 29 leitos, e uma unidade de tratamento de queimados, referência estadual no setor.